# 中国共产党海南省纪律检查委员会
中国共产党海南省纪律检查委员会，简称中共海南省纪委，是中国共产党的省级纪律检查机关，与海南省监察委员会合署办公。